# Цісарська Армія

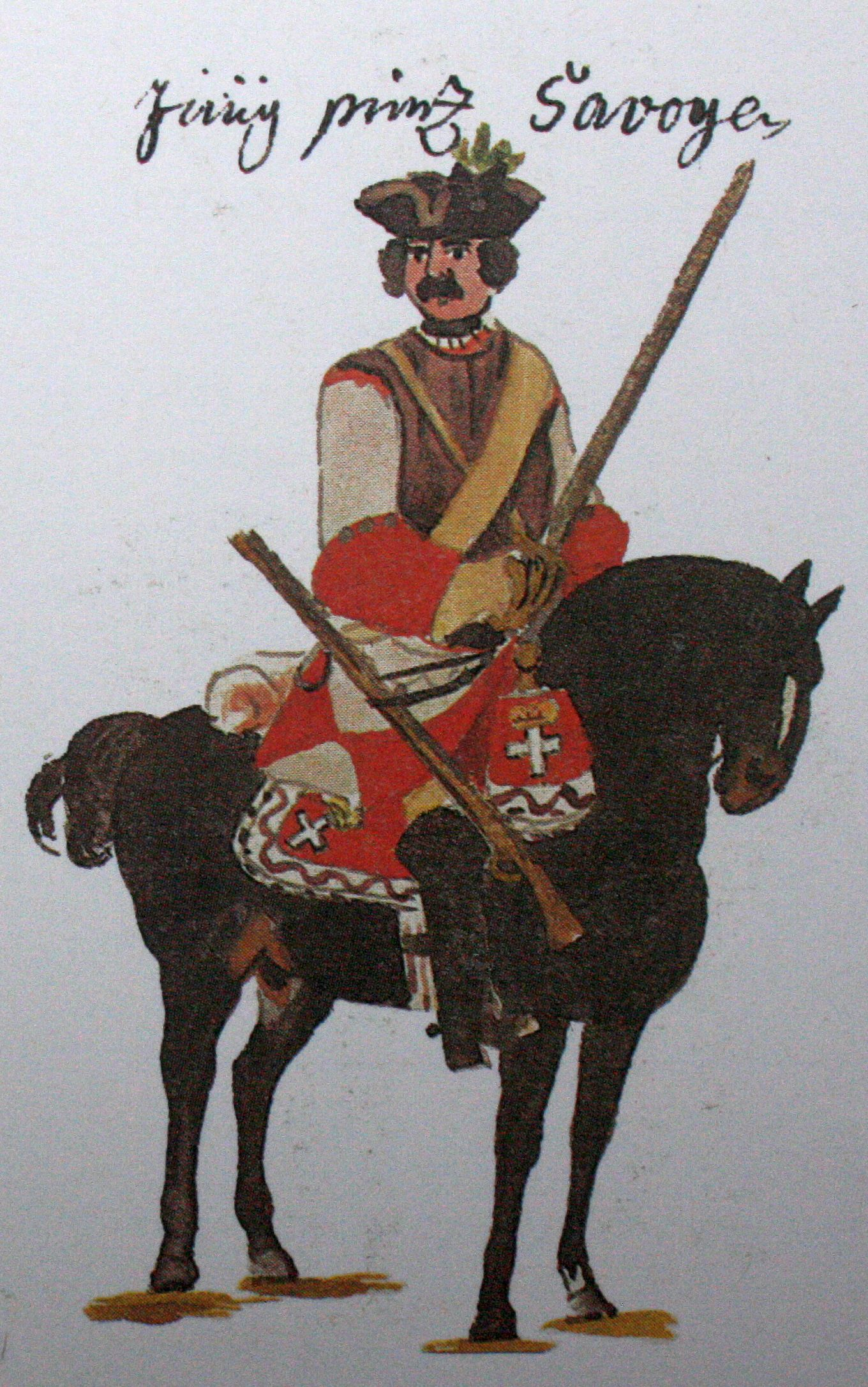
Цісарський кірасир у війні за польську спадщину, 1734

Цісарська Армада або Імператорська Армія (чеськ. Císařská armáda, нім. Kaiserliche Armee, лат. Exercitus Imperatoris) — назва, яка використовувалася протягом кількох століть, для опису підрозділів вояків, набраних на службу імператору Священної Римської імперії, особливо в ранній період існування держави. Армія Габсбурзької монархії у 1593–1918 роках.
Також застосовувались скорочена назва Цісарці, Кайзерці, Імперці (Kaiserliche) — армія Габсбурзької монархії у 1593–1918 роках.
Цісарську армію не треба плутати з армією Священної Римської імперії або армією Рейху (Exercitus Imperii (Romani), Reichsarmee, Armée du Saint-Empire), яка могла бути сформована та розгорнута лише за згодою та на підставі постанови сейму Імперії (Рейхстагу); тоді як цісарська армія підпорядковувалася безпосередньо імператору Священної Римської імперії. 
Поступово цісарці фактично перетворилися на регулярні війська під керівництвом Габсбургів. У XVIII столітті відомі також як «австрійці», хоча вояків набирали не лише з Ерцгерцогства Австрії, а й з усіх земель і країв Священної Римської імперії.

## Історія
Передісторією Цісарської армади вважається 1276 рік, коли було укладено Віденський мир (26 листопада 1276) за яким король Пшемисл Отакар II визнав Рудольфа I Габсбурга законним Римським королем та імператором. 1453 року, коли герцогство Австрія було піднесено до ерцгерцогства, також відбувались процеси формування імператорської армії. 1526 року була офіційно заснована монархія Габсбургів. 
Регулярні підрозділи Цісарської армади були сформовані 1593 року, коли почалася Довга війна (1591–1606) з Османською імперією.
Цісарська армія офіційно припинила своє існування в 1806 році з розпадом Священної Римської імперії. Але оскільки Австрійська імперія мала кадрову та інституційну спадкоємність з нею, ця армія продовжувала діяти в тій самій формі навіть після цього. У XVIII столітті цісарців все частіше стали називати «австрійцями», хоча солдатів цієї армії набирали з території усієї великої імперії, в тому числі з Закарпаття, Буковини та Галичини. У 1745 році було введено назву Цісарсько-королівська армія, де «цісарська» частина відносилася до Священної Римської імперії, а «королівська» — до Угорського королівства. На початку літа 1758 року чисельність армії Габсбурзької монархії становила 113 700 вояків.
1867 рік, після створення Австро-Угорської імперії існування структура та функція армії продовжилась. Цісарська армія, як і вся австро-угорська армія припинила своє існування 1918 року.